# Bloomfield, Kentucky
Bloomfield är en ort (city) i Nelson County i delstaten Kentucky i USA. Orten hade 961 invånare, på en yta av 3,79 km² (2020).